# Марія Зімон
Марія Зімон (нар. 6 лютого 1976, Лейпциг, НДР) — німецька акторка.

## Вибіркова фільмографія
- Америка (2001)
- Гуд бай, Ленін! (2003)
- Приховане життя (2019)